# Víctor Ruiz
Víctor Ruiz Torre (Esplugues de Llobregat, 25 gennaio 1989) è un ex calciatore spagnolo, di ruolo difensore.

## Caratteristiche tecniche
Difensore centrale di piede mancino, fisicamente prestante, è in possesso di buone qualità tecniche che gli consentono di proporsi palla al piede e di offrire un'ulteriore opzione di gioco per i centrocampisti. È in grado di disimpegnarsi anche nel ruolo di terzino sinistro.
Nel 2010 è stato inserito nella lista dei migliori calciatori nati dopo il 1989 stilata da Don Balón.

## Carriera

### Club

#### Espanyol
Cresciuto nelle giovanili dell'Espanyol, debutta in prima squadra e nella Primera División il 6 dicembre 2009 nel match contro il Racing Santander, in cui parte dal primo minuto. Una settimana dopo è nuovamente titolare nel derby contro il Barcellona e il 21 febbraio 2010 mette a segno il suo primo gol da professionista ai danni del Málaga. Nella stagione d'esordio colleziona 22 presenze, impreziosite da due reti.
Nella stagione successiva viene confermato stabilmente nell'undici titolare, punto fermo nel ruolo di uno dei due difensori centrali nel 4-4-2 di Mauricio Pochettino.

#### Napoli
Il 27 gennaio 2011 viene acquistato a titolo definitivo dal Napoli in cambio di un conguaglio economico di 6 milioni di euro e dell'intero cartellino di Jesús Dátolo, già in prestito alla società catalana nella prima parte di stagione. Primo spagnolo in assoluto a militare tra le file partenopee, sottoscrive un contratto fino al 2015.
Utilizzato come centrale sinistro nella difesa a 3 di Walter Mazzarri, debutta in maglia azzurra il 24 febbraio 2011 nella gara di ritorno dei sedicesimi di Europa League contro i connazionali del Villarreal; giocata al Madrigal (2-1 per i padroni di casa), tale partita segna anche il suo debutto nelle coppe europee. L'esordio in Serie A ha invece luogo il 13 marzo successivo nella trasferta in casa del Parma, vinta dagli azzurri per 3-1 e nella quale parte dal primo minuto.

#### Valencia e Villarreal
L'esperienza italiana dura sette mesi, quindi fa ritorno in patria: il 30 agosto 2011 passa a titolo definitivo al Valencia per 8 milioni di euro, firmando un contratto fino al 2016.
L'8 agosto 2014 passa in prestito al Villarreal.

### Nazionale
Ha vestito la maglia delle selezioni Under-17 e Under-19 della Spagna; con quest'ultima prende parte all'Europeo di categoria del 2008. Il 10 febbraio 2010 ottiene la prima convocazione in Under-21, con cui esordisce il 7 settembre 2010 nel match contro i pari età della Polonia.
In seguito prende parte alla vittoriosa spedizione all'Europeo Under-21 2011 senza però scendere in campo nel corso della manifestazione, complice una squalifica che lo costringe a saltare le prime tre partite del torneo.

## Statistiche

### Presenze e reti nei club
Statistiche aggiornate al 29 gennaio 2024.
| Stagione          | Squadra           | Campionato        | Campionato | Campionato | Coppe nazionali | Coppe nazionali | Coppe nazionali | Coppe continentali | Coppe continentali | Coppe continentali | Altre coppe | Altre coppe | Altre coppe | Totale | Totale |
| Stagione          | Squadra           | Comp              | Pres       | Reti       | Comp            | Pres            | Reti            | Comp               | Pres               | Reti               | Comp        | Pres        | Reti        | Pres   | Reti   |
| ----------------- | ----------------- | ----------------- | ---------- | ---------- | --------------- | --------------- | --------------- | ------------------ | ------------------ | ------------------ | ----------- | ----------- | ----------- | ------ | ------ |
| 2009-2010         | Espanyol          | PD                | 22         | 2          | CR              | 0               | 0               | -                  | -                  | -                  | -           | -           | -           | 22     | 2      |
| 2010-gen. 2011    | Espanyol          | PD                | 15         | 0          | CR              | 3               | 0               | -                  | -                  | -                  | -           | -           | -           | 18     | 0      |
| gen.-giu. 2011    | Napoli            | A                 | 6          | 0          | CI              | 0               | 0               | UEL                | 1                  | 0                  | -           | -           | -           | 7      | 0      |
| 2011-2012         | Valencia          | PD                | 22         | 0          | CR              | 7               | 1               | UCL+UEL            | 6+2                | 0+1                | -           | -           | -           | 37     | 2      |
| 2012-2013         | Valencia          | PD                | 26         | 0          | CR              | 5               | 0               | UCL                | 3                  | 0                  | -           | -           | -           | 34     | 0      |
| 2013-2014         | Valencia          | PD                | 11         | 1          | CR              | 1               | 0               | UEL                | 7                  | 0                  | -           | -           | -           | 19     | 1      |
| Totale Valencia   | Totale Valencia   | Totale Valencia   | 59         | 1          |                 | 13              | 1               |                    | 18                 | 1                  |             | -           | -           | 90     | 3      |
| 2014-2015         | Villarreal        | PD                | 25         | 0          | CR              | 3               | 0               | UEL                | 8                  | 0                  | -           | -           | -           | 36     | 0      |
| 2015-2016         | Villarreal        | PD                | 35         | 0          | CR              | 2               | 0               | UEL                | 14                 | 0                  | -           | -           | -           | 51     | 0      |
| 2016-2017         | Villarreal        | PD                | 28         | 1          | CR              | 2               | 0               | UCL+UEL            | 1+5                | 0                  | -           | -           | -           | 36     | 1      |
| 2017-2018         | Villarreal        | PD                | 27         | 2          | CR              | 2               | 0               | UEL                | 5                  | 0                  | -           | -           | -           | 34     | 2      |
| 2018-2019         | Villarreal        | PD                | 22         | 0          | CR              | 1               | 0               | UEL                | 10                 | 0                  | -           | -           | -           | 33     | 0      |
| Totale Villarreal | Totale Villarreal | Totale Villarreal | 137        | 3          |                 | 10              | 0               |                    | 43                 | 0                  |             | -           | -           | 190    | 3      |
| 2019-2020         | Beşiktaş          | SL                | 23         | 0          | TK              | 2               | 0               | UEL                | 1                  | 0                  | -           | -           | -           | 26     | 0      |
| 2020-2021         | Betis             | PD                | 27         | 2          | CR              | 4               | 0               | -                  | -                  | -                  | -           | -           | -           | 31     | 2      |
| 2021-2022         | Betis             | PD                | 18         | 0          | CR              | 3               | 0               | UEL                | 2                  | 0                  | -           | -           | -           | 23     | 0      |
| 2022-2023         | Betis             | PD                | 10         | 0          | CR              | 1               | 0               | UEL                | 3                  | 0                  | SS          | 0           | 0           | 14     | 0      |
| Totale Betis      | Totale Betis      | Totale Betis      | 55         | 2          |                 | 8               | 0               |                    | 5                  | 0                  |             | 0           | 0           | 68     | 2      |
| set. 2023-2024    | Espanyol          | SD                | 2          | 0          | CR              | -               | -               | -                  | -                  | -                  | -           | -           | -           | 2      | 0      |
| Totale Espanyol   | Totale Espanyol   | Totale Espanyol   | 39         | 2          |                 | 3               | 0               |                    | -                  | 2                  |             | -           | 0           | 42     | 2      |
| Totale carriera   | Totale carriera   | Totale carriera   | 319        | 8          |                 | 36              | 1               |                    | 68                 | 1                  |             | 0           | 0           | 423    | 10     |

## Palmarès

### Club

#### Competizioni nazionali
- Coppa di Spagna: 1

Betis: 2021-2022

### Nazionale
- Campionato d'Europa Under-21: 1

Danimarca 2011